# Aartsbisdom Santiago de Chile
Het aartsbisdom van Santiago de Chile (Latijn: Archidioecesis Sancti Iacobi in Chile, Spaans: Arquidiócesis de Santiago de Chile) is een in Chili gelegen rooms-katholiek aartsbisdom met de zetel in de stad Santiago.

## Kerkprovincie
De aartsbisschop van Santiago is de metropoliet van de kerkprovincie Santiago de Chile waartoe ook de volgende suffragane bisdommen behoren:
- Bisdom Linares
- Bisdom Melipilla
- Bisdom Rancagua
- Bisdom San Bernardo
- Bisdom San Felipe
- Bisdom Talca
- Bisdom Valparaíso

## Geschiedenis
Het bisdom werd op 25 juni 1561 opgericht door Paus Pius IV uit de gebiedsdelen van het bisdom La Plata o Charcas en het aartsbisdom Lima. Aan het einde van de zestiende eeuw verloor het gebieden aan de nieuw opgerichte bisdommen Cocepción en Córdoba. Op 21 mei 1840 werd het bisdom Santiago door paus Gregorius XVI verheven tot aartsbisdom. Sindsdien moest het nog zes maal gebiedsdelen afstaan aan de nieuwe bisdommen aartsbisdom La Serena (1840), Valparaíso (1872), Rancagua (1925), San Felipe (1925), San Bernardo (1987) en Melipilla (1991).
De huidige aartsbisschop is Celestino Aós Braco. 

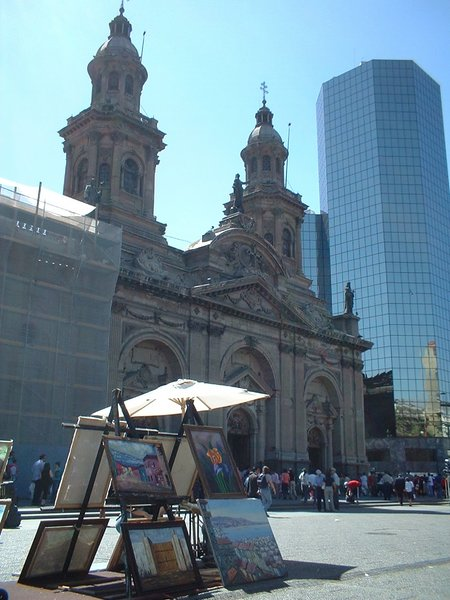
Catedral Metropolitana de Santiago
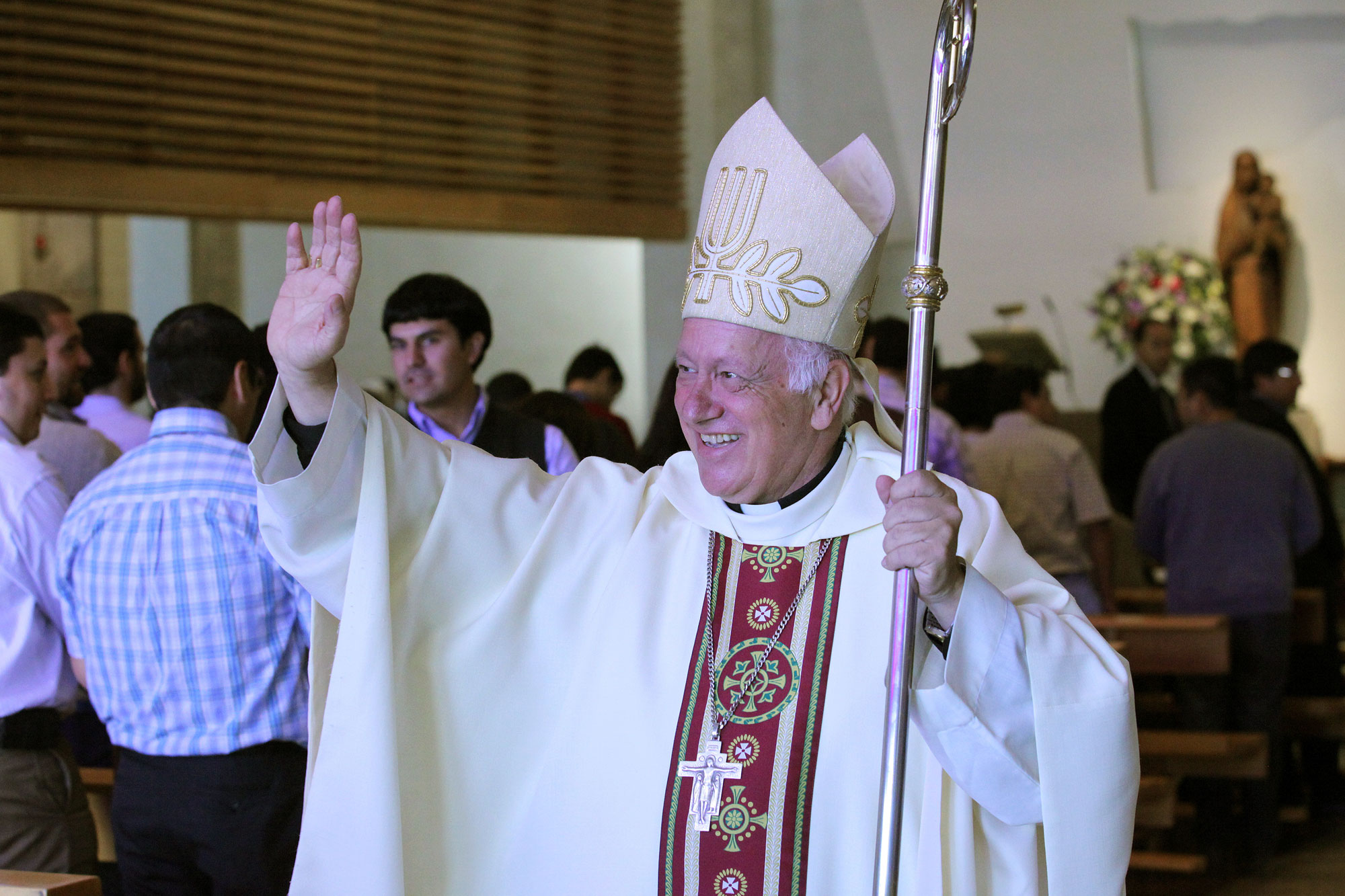
Aartsbisschop Ricardo Ezzati Andrello

## Lijst van aartsbisschoppen
| Nummer | Aartsbisschop                       | Periode    |
| I      | Manuel Vicuña Larraín               | 1840-1843  |
| II     | José Alejo Eyzaguirre Arechavala    | 1844-1845  |
| III    | Rafael Valentín Valdivieso Zañartu  | 1847-1878  |
| IV     | Mariano Casanova y Casanova         | 1886-1908  |
| V      | Juan Ignacio González Eyzaguirre    | 1908-1918  |
| VI     | Crescente José Errázuriz Valdivieso | 1918-1931  |
| VII    | José Horacio Campillo Infante       | 1931-1939  |
| VIII   | José María Caro Rodríguez           | 1939-1958  |
| IX     | Raúl Silva Henríquez                | 1961-1983  |
| X      | Juan Francisco Fresno Larraín       | 1983-1989  |
| XI     | Carlos Oviedo Cavada                | 1989-1998  |
| XII    | Francisco Javier Errázuriz Ossa     | 1998-2010  |
| XIII   | Ricardo Ezzati Andrello             | 2010-2019  |
| XIV    | Celestino Aós Braco                 | 2019-2023  |
| XV     | Fernando Chomalí Garib              | 2023-heden |